# Le Marais-la-Chapelle
Le Marais-la-Chapelle (lə ma.ʁɛ.la.ʃa.pɛlⓘ) es una población y comuna francesa, situada en la región de Baja Normandía, departamento de Calvados, en el distrito de Caen y cantón de Morteaux-Coulibœuf.

## Demografía
| 114 | 97 | 61 | 94 | 77 | 63 |
| Para los censos de 1962 a 1999 la población legal corresponde a la población sin duplicidades (Fuente: INSEE [Consultar]) |    |    |    |    |    |